# Northvale
Northvale és una població dels Estats Units a l'estat de Nova Jersey. Segons el cens del 2008 tenia 4.719 habitants.

## Demografia
Segons el cens del 2000, Northvale tenia 4.460 habitants, 1.575 habitatges, i 1.236 famílies. La densitat de població era de 1.304,6 habitants/km².
Dels 1.575 habitatges en un 33,6% hi vivien nens de menys de 18 anys, en un 66,2% hi vivien parelles casades, en un 8,1% dones solteres, i en un 21,5% no eren unitats familiars. En el 18,5% dels habitatges hi vivien persones soles el 10,3% de les quals corresponia a persones de 65 anys o més que vivien soles. El nombre mitjà de persones vivint en cada habitatge era de 2,83 i el nombre mitjà de persones que vivien en cada família era de 3,21.
Per edats la població es repartia de la següent manera: un 22,5% tenia menys de 18 anys, un 6,4% entre 18 i 24, un 29,3% entre 25 i 44, un 25,9% de 45 a 60 i un 16% 65 anys o més.
L'edat mediana era de 40 anys. Per cada 100 dones de 18 o més anys hi havia 94,2 homes.
La renda mediana per habitatge era de 72.500 $ i la renda mediana per família de 81.153 $. Els homes tenien una renda mediana de 50.901 $ mentre que les dones 37.563 $. La renda per capita de la població era de 28.206 $. Aproximadament el 2,4% de les famílies i el 3,9% de la població estaven per davall del llindar de pobresa.

## Poblacions més properes
El següent diagrama mostra les poblacions més properes.